# FK Nijni Novgorod (2007)
Ne pas confondre avec le FK Nijni Novgorod, autre club de la ville fondé en 2015.
Maillots
Le Futbolny klub Nijni Novgorod (russe : Футбольный клуб «Нижний Новгород») est un club de football russe basé à Nijni Novgorod fondé en 2007 et disparu en 2012.

## Histoire
Fondé en 2007, le club connaît une rapide ascension, intégrant le football professionnel et la troisième division dès l'année suivante avant d'enchaîner une deuxième promotion d'affilée pour rejoindre la deuxième division lors de la saison 2009. Après une troisième place en 2010 et un échec en barrage de promotion en première division face au club rival du Volga Nijni Novgorod en 2011-2012, les deux clubs de la ville annoncent leur fusion sous le nom Volga, entraînant de fait la disparition du FK Nijni Novgorod en juin 2012. Le club est par la suite relancé par ses supporters et évolue depuis en divisions amateurs.

## Bilan par saison
| Saison    | Championnat       | Championnat | Championnat | Championnat | Championnat | Championnat | Championnat | Championnat | Championnat | Championnat | Coupe de Russie     |
| Saison    | Division          | Pos         | Pts         | J           | V           | N           | D           | BP          | BC          | Diff        | Coupe de Russie     |
| --------- | ----------------- | ----------- | ----------- | ----------- | ----------- | ----------- | ----------- | ----------- | ----------- | ----------- | ------------------- |
| 2007      | 4e Privoljié      | 3e          | 68          | 32          | 21          | 5           | 6           | 76          | 33          | +43         | —                   |
| 2008      | 3e Oural-Povoljié | 3e          | 69          | 34          | 22          | 3           | 9           | 78          | 39          | +39         | —                   |
| 2009      | 2e                | 13e         | 50          | 38          | 14          | 8           | 16          | 37          | 47          | -10         | Premier tour        |
| 2010      | 2e                | 3e          | 70          | 38          | 21          | 7           | 10          | 60          | 41          | +19         | Huitièmes de finale |
| 2011-2012 | 2e                | 3e          | 94          | 52          | 29          | 7           | 16          | 76          | 58          | +18         | Cinquième tour      |
| 2011-2012 | 2e                | 3e          | 94          | 52          | 29          | 7           | 16          | 76          | 58          | +18         | Seizièmes de finale |

Légende
- Promotion en division supérieure
- Relégation en division inférieure

## Entraîneurs
La liste suivante présente les différents entraîneurs du club.
- Dmitri Kuznetsov (décembre 2007-février 2008)
- Ilya Tsymbalar (février 2008-juin 2008)
- Salavat Galeïev (juin 2008-novembre 2008)
- Ilya Tsymbalar (novembre 2008-janvier 2009)
- Mikhaïl Afonine (janvier 2009-juin 2009)
- Aleksandr Grigoryan (juin 2009-décembre 2010)
- Vladimir Kazakov (décembre 2010-janvier 2012)
- Salavat Galeïev (janvier 2012-mars 2012)
- Oleksandr Horshkov (mars 2012-mai 2012)